# HEPCA
Die HEPCA, kurz für Hurghada Environmental Protection and Conservation Association (englisch für ‚Hurghada Umweltschutz- und Naturschutzverband‘), ist die größte ägyptische Naturschutzorganisation. Die Non-Profit-Nichtregierungsorganisation setzt sich aktiv für Erhalt und Verbesserung des Lebens im Roten Meer und an Land ein. Die Projekte und Kampagnen zielen auf den Schutz der Umwelt in Ägypten in Verbindung mit einer Verbesserung des Lebensstandards der Bewohner des Landes.
Mehrere Millionen Touristen besuchen das Rote Meer und Ägypten jährlich. HEPCA betreibt und unterstützt verschiedene Projekte, z. B. zum Delphinschutz, zum Monitoring von Korallenriffen und zur Umweltbildung in den lokalen Kommunen. Zu diesem Zweck arbeitet HEPCA sowohl eng mit den ägyptischen Regierungsbehörden, dem Gouverneur für das Rote Meer sowie den örtlichen Nationalparks als auch anderen Umweltschutzorganisationen zusammen.

## Geschichte und Projekte
Die Organisation wurde 1992 von 12 Vertretern der Tauchindustrie von Hurghada und Safaga gegründet und hat seitdem seinen Sitz in Hurghada.
Das ursprüngliche Ziel war es ein Mooringsystem zu erstellen, das Boote davon abhält an Korallenriffen zu ankern und somit wertvolle Meeresorganismen zu zerstören. Statt der anfänglich geplanten Verlegung von 100 Bojen sind bis heute (Stand: April 2017) über 1200 Mooring-Bojen zwischen der Sinai-Halbinsel im Norden und der sudanesischen Grenze im südlichen Roten Meer installiert worden. Somit hat HEPCA das größte Mooringsystem der Welt erschaffen.

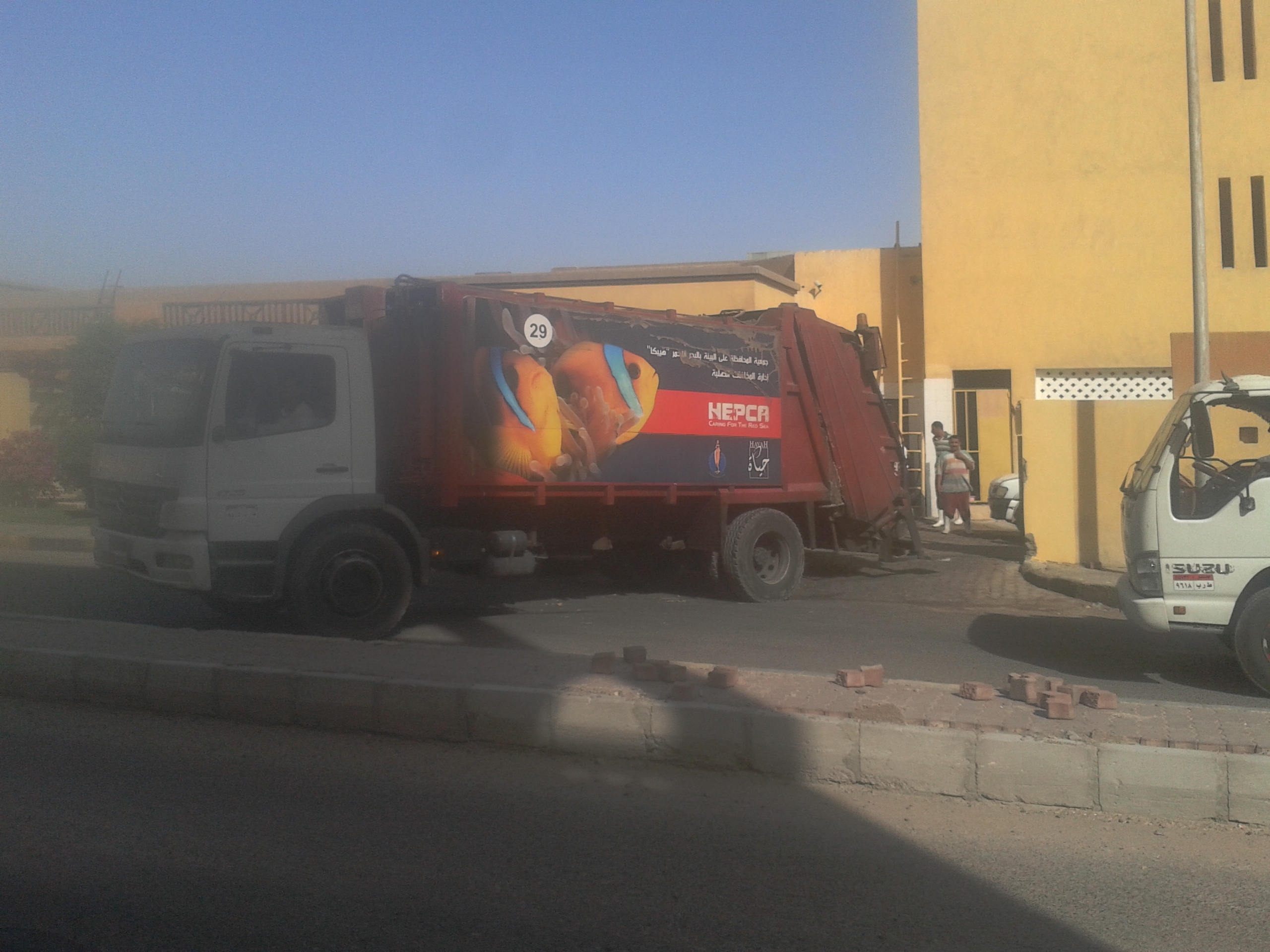
HEPCA-Müllwagen

2009 startete HEPCA mit der strukturierten, abfallwirtschaftlichen Sammlung von Abfall in Hurghada und weitete diese später auf Marsa Alam aus. Mülltrennung und Recycling waren bis dahin in Ägypten weitgehend unbekannt. Hier hat die Naturschutzorganisation Pionierarbeit geleistet: Was früher als Müllberg in der ägyptischen Wüste landete, wird heute zu großen Teilen gesammelt und wiederverwertet. Im Gouvernement des Roten Meeres gibt es mittlerweile Verordnungen zur Mülltrennung. 2014 verfügte der Zweckbetrieb der Organisation über rund 80 Müllfahrzeuge und 1000 Mitarbeiter, die täglich insgesamt rund 600 Tonnen Müll einsammeln (davon etwa 400 Tonnen organischen Abfall, der teilweise als Futtermittel für Kamele aufbereitet und ansonsten fachgerecht entsorgt wird, 180 Tonnen trockenen Müll und 20 Tonnen gemischten Abfall). Es finanziert sich, wie auch in Deutschland üblich, durch eine Mischkalkulation aus Müllgebühren von Hotelanlagen und Einnahmen aus dem Verkauf des Recyclingmaterials.
HEPCA unterstützt u. a. das im Oktober 2009 gestartete Langzeitforschungsprojekt Dolphin Watch Natural Underwater Science (DWNUS), das unter der Leitung der Biologin Angela Ziltener von der Universität Zürich und in wechselnder Zusammenarbeit mit internationalen Wissenschaftlern verschiedener Universitäten und Delphinschutzorganisationen die Erforschung der Indopazifischen Großen Tümmler (Tursiops aduncus) in der Umgebung Hurghadas nach wissenschaftlichen Kriterien und Anforderungen betreibt. Das Projekt hat 2011 zur Gründung der Dolphin Watch Alliance geführt, die 2012 das lokale Aufklärungsprojekt Care for Dolphin gestartet hat. Care for Dolphins führte 2013 zu einem amtlichen Verhaltenskodex für Delfinbeobachtungstouren sowie zur temporären Sperrung der vom Massentourismus bedrohten Ruheplätze der örtlichen Delfine. Die Sperrung der beiden betroffenen Riffe wurde durch HEPCA geleistet, auch beteiligt sich die Organisation mit Patrouillen an der Durchsetzung der für Delfintourveranstaltern verbindlichen Regeln. 2016 wurden zwei Meeresschutzgebiete für die Delfine vor Hurghada ausgewiesen, die ebenfalls von HEPCA patrouilliert werden.
2015 startete HEPCA mit Code Red (‚Alarmstufe Rot‘ – Rot steht hier für das Rote Meer) ein neues Projekt mit dem Ziel, einen neuen Standard für umweltbewusste Praktiken und Verhaltensweisen in der Tourismusbranche zu erreichen. Das Programm fordert nicht nur die Unterstützung der Politik ein, sondern fordert auch alle den Lebensraum Rotes Meer nutzenden Menschen und Unternehmen auf, sich am nachhaltigen Schutz dieses Lebensraumes zu beteiligen. Kern des Programms ist eine Vereinbarung, deren Unterzeichner sich verpflichten das Rote Meer und seine natürlichen Ressourcen aktiv zu schützen.
Die Selbstverpflichtung enthält folgende Punkte:
1. Verzicht aufs Ankern, stattdessen Nutzung des Mooringsystems
2. keine Abfallentsorgung ins Meer
3. keine Jagd und Störung von Meereslebewesen, einschließlich Berühren und Füttern, betrifft insbesondere Delfine, Haie, Schildkröten und Seekühe, aber auch Vögel
4. Verzicht auf Souvenirs aus dem Meer, keine Förderung der Haltung von Meerestieren
5. Unterstützung von wissenschaftlicher Forschung und Überwachungsprogrammen

Die Umweltschutzorganisation warb unter anderem 2015 auf den Messen Boot Düsseldorf und ITB Berlin um Unterstützung für das Programm, das sich insbesondere an Reise- und Tauchveranstalter, Touristikdienstleister, Hotels sowie Tauchbasen, -guides und -boote richtet. Unterzeichner sind bislang unter anderen die Tauchsportorganisationen PADI, SSI und VDST.